# Зенков, Валерий Юрьевич
Валерий Юрьевич Зенков (30 августа 1952, Москва, РСФСР, СССР) — советский футболист, защитник. Мастер спорта СССР (1973).

## Карьера
Воспитанник ФШМ Москва. Начал карьеру в московском «Спартаке» в 1969 году.
В 1975 году перешёл в столичное «Динамо», но не закрепившись там, в 1977 году перешёл к минским одноклубникам.
В 1980 провел 2 игры за Целинник (Целиноград), после чего его забрали в «Кайрат». Сезон 1980 завершал в «Торпедо» (Тольятти).
Сезон 1981 года отыграл за клубную команду московского «Торпедо».
Завершал карьеру в «Москвиче», где отыграл до 1986 года. Инструктор по спорту стадиона АЗЛК (1982—1987).
Экономист Управления делами Генпрокуратуры (2002-2007).

## Достижение
- Чемпион СССР 1976 (весна) года.
- Серебряный призёр чемпионата СССР 1974 года.
- Бронзовый призёр чемпионата СССР 1975 года.